# Coppa Bologna 1965

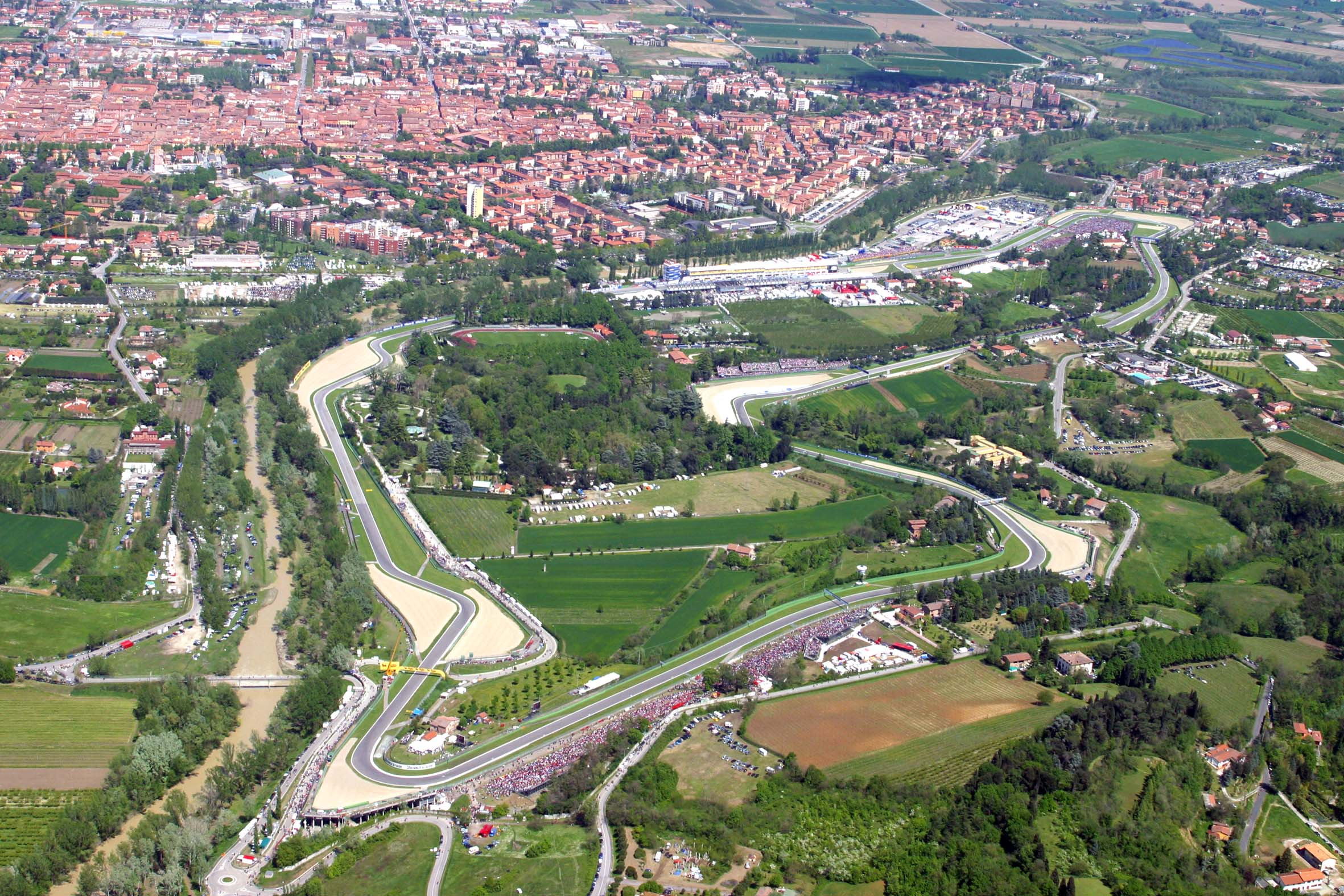
Das Autodromo Enzo e Dino Ferrari heute

Die Coppa Bologna 1965, auch Großer Preis von Imola und I. Gran Premio Shell, Imola Coppa Bologna, fand am 11. April 1965 auf dem Autodromo Enzo e Dino Ferrari statt und war der dritte Wertungslauf der Sportwagen-Weltmeisterschaft dieses Jahres.

## Das Rennen
Die Coppa Bologna war 1965 das erste internationale Sportwagenrennen, das auf der Rennbahn von Imola ausgetragen wurde. Die nach einer Idee von Enzo Ferrari 1952 gebaute und 1953 eröffnete Bahn hatte zur Zeit der Veranstaltung die Bezeichnung Autodromo Internazionale die Imola. Obwohl das Rennen einen internationalen Status hatte, war es fast ausschließlich italienisch besetzt. Einziger nichtitalienischer Starter war der Schweizer Ottorino Volonterio.
Das Rennen dominierte Herbert Demetz, der nach drei Stunden Fahrzeit im Ziel einen Vorsprung von zwei Runden auf seinen Abarth-Teamkollegen Anzio Zucchi hatte.

## Ergebnisse

### Schlussklassement
| 1               | GT 1.3 | 48 | Abarth           | Herbert Demetz        | Abarth-Simca 1300 Bialbero  | 85 |
| 2               | GT 1.3 | 72 | Abarth           | Anzio Zucchi          | Abarth-Simca 1300 Bialbero  | 83 |
| 3               | GT 1.3 | 54 | Roberto Bertuzzi | Roberto Bertuzzi      | Abarth-Simca 1300 Bialbero  | 83 |
| 4               | GT 1.0 | 12 |                  | Bruno Bonini          | Fiat-Abarth 1000 Berlinetta | 81 |
| 5               | GT 1.0 | 14 |                  | Mauro Cintolesi       | Fiat-Abarth 1000 Berlinetta | 80 |
| 6               | GT 1.0 | 22 |                  | Clemente Avventurieri | Fiat-Abarth 1000 Berlinetta | 75 |
| 7               | GT 1.0 | 16 |                  | Cesare Sangiorgi      | Fiat-Abarth 1000 Berlinetta | 74 |
| 8               | GT 1.0 | 26 |                  | Tristano Bindoni      | Fiat-Abarth 1000 Berlinetta | 72 |
| 9               | GT 1.3 | 50 | Abarth           | Leo Cella             | Abarth-Simca 1300 Bialbero  | 71 |
| 10              | GT 1.3 | 42 |                  | Ottorino Volonterio   | Alfa Romeo Giulietta SZ     | 69 |
| Ausgefallen     |        |    |                  |                       |                             |    |
| 11              | GT 1.0 | 6  |                  | Enzo Buzzetti         | Fiat-Abarth 1000 Berlinetta |    |
| 12              | GT 1.0 | 10 |                  | Mauro Baldo           | Fiat-Abarth 1000 Berlinetta |    |
| 13              | GT 1.0 | 20 | Mariano Moselli  | Mariano Moselli       | Fiat-Abarth 1000 Berlinetta |    |
| 14              | GT 1.0 | 28 |                  | Giuseppe Rebaudi      | Fiat-Abarth 1000 Berlinetta |    |
| 15              | GT 1.3 | 62 | Pietro Laureati  | Pietro Laureati       | Abarth-Simca 1300 Bialbero  |    |
| Nicht gestartet |        |    |                  |                       |                             |    |
| 16              | GT 1.3 |    |                  | Carlo Fabri           | Abarth-Simca 1300 Bialbero  | 1  |
| 17              | GT 1.3 |    |                  | Gelli                 | Abarth-Simca 1300 Bialbero  | 2  |
| 18              | GT 1.3 | 44 |                  | Franco Lisitano       | Alfa Romeo Giulietta SS     | 3  |
| 19              | GT 1.3 | 56 |                  | Guido Nicolai         | Abarth-Simca 1300 Bialbero  | 4  |

1 nicht gestartet
2 nicht gestartet
3 nicht gestartet
4 nicht gestartet

### Nur in der Meldeliste
Hier finden sich Teams, Fahrer und Fahrzeuge, die ursprünglich für das Rennen gemeldet waren, aber aus den unterschiedlichsten Gründen daran nicht teilnahmen.
| Pos. | Klasse | Nr. | Team   | Fahrer            | Chassis                     |
| ---- | ------ | --- | ------ | ----------------- | --------------------------- |
| 20   | GT 1.3 |     | Alpine | Jean Rédélé       | Alpine A110                 |
| 21   | GT 1.0 | 2   |        | Enrico Bettoni    | Fiat-Abarth 1000 Berlinetta |
| 22   | GT 1.0 | 4   | Alpine | Philippe Vidal    | Alpine A108                 |
| 23   | GT 1.0 | 8   |        | Anzio Zucchi      | Fiat-Abarth 1000 Berlinetta |
| 24   | GT 1.0 | 18  |        | „Romano“          |                             |
| 25   | GT 1.0 | 24  |        | Alberto Spadaro   | Fiat-Abarth 1000 Berlinetta |
| 26   | GT 1.0 | 30  |        | Mauro Cintolesi   | Fiat-Abarth 1000 Berlinetta |
| 27   | GT 1.3 | 46  |        | Massimo Carnovali | Alfa Romeo Giulietta SZ     |
| 28   | GT 1.3 | 52  |        | Andrea de Adamich | Abarth-Simca 1300 Bialbero  |
| 30   | GT 1.3 | 60  |        | Secondo Ridolfi   | Abarth-Simca 1300 Bialbero  |
| 31   | GT 1.3 | 64  |        | Renato Arfe       | Abarth-Simca 1300 Bialbero  |
| 32   | GT 1.3 | 66  |        | Rosario Buondonno | Alfa Romeo Giulietta SZ     |
| 33   | GT 1.3 | 68  |        | Romano Ramonio    | Abarth-Simca 1300 Bialbero  |
| 34   | GT 1.3 | 70  |        | Alfio Gambero     | Abarth-Simca 1300 Bialbero  |

### Klassensieger
| Klasse | Fahrer         | Fahrzeug                    | Platzierung im Gesamtklassement |
| ------ | -------------- | --------------------------- | ------------------------------- |
| GT 1.3 | Herbert Demetz | Abarth-Simca 1300 Bialbero  | Gesamtsieg                      |
| GT 1.0 | Bruno Bonini   | Fiat-Abarth 1000 Berlinetta | Rang 4                          |

### Renndaten
- Gemeldet: 34
- Gestartet: 15
- Gewertet: 10
- Rennklassen: 2
- Zuschauer: unbekannt
- Wetter am Renntag: warm und trocken
- Streckenlänge: 5,017 km
- Fahrzeit des Siegerteams: 3:00:00,000 Stunden
- Gesamtrunden des Siegerteams: 85
- Gesamtdistanz des Siegerteams: 422,860 km
- Siegerschnitt: 140,953 km/h
- Pole Position: Leo Cella – Abarth-Simca 1300 Bialbero  (#50) – 2:05,500 = 143,914 km/h
- Schnellste Rennrunde: Herbert Demetz – Abarth-Simca 1300 Bialbero (#48) – 2:04,100 = 145,537 km/h
- Rennserie: 3. Lauf zur Sportwagen-Weltmeisterschaft 1965